# Little Dead Bertha
«Little Dead Bertha» — российская melodic death- и gothic metal-группа. Раннее творчество группы представляет собой Melodic Doom, Melodic Black metal.

## Состав
- Дмитрий Замаруев – вокал
- Светлана Галушко – вокал
- Сергей Галушко – гитара
- Юрий Свешников – бас
- Виктория Сысоева – клавиши
- Роман Кириченко - барабаны

### Бывшие участники
- Александр Ромашов — вокал
- Станислав Чурсин — гитара
- Вероника Беляева – скрипка, вокал
- Алексей Скороваров — бас-гитара
- Мария Сотникова — клавиши
- Татьяна Войтенко — клавиши
- Дмитрий Пальцев (Fuck) — ударные
- Евгений Плужников — ударные
- Сергей (Sclep) Гребеньков — вокал
- Дмитрий Гриненков — ударные

## История группы
Группа Little Dead Bertha образована в Воронеже в 1994 г. Изначально название  и материал, выдержанный в стиле thrash metal, были на русском языке. Группа записывает два первых демо.

Затем, через год, в составе появляются вторая гитара и скрипка. Группа меняет направление на doom metal, выпускает дебютный альбом "In Memorium Premortis" (1997), и, последовавший за ним альбом "Two Sides" (1999). Оба релиза, изданные на аудиокассетах московским лейблом Хобгоблин Records, стилистически представляют собой doom metal с небольшим уклоном в gothic, тяжелым гитарным саундом и печальными скрипичными мелодиями.
После выхода второго полноформатника в составе происходят изменения. Группа принимает решение сменить название на BERTHA и изменить звучание в сторону gothic metal. Под этим названием в 2003 на Valiant Music prod. Архивная копия от 30 декабря 2016 на Wayback Machine выходит альбом "Light & Shadows". После релиза группа возвращает название Little Dead Bertha и начинает работу над новым материалом, ставя перед собой задачу записать самый тяжелый альбом в своей дискографии.
В 2004 году "Two Sides" переиздается лейблом Stygian Crypt.

В 2005 на этом же лейбле выходит альбом "Way Of Blind". Этот альбом представляет собой отказ от готических тем и возврат к корням. Теперь музыка LDB представляет собой скоростную и симфоничную смесь из melodic death, melodic  black и gothic metal с тяжелым гитарным звуком и мощным мужским/женским вокалом. 
После выхода альбома группа ведет активную концертную деятельность в его поддержку: дает концерты в различных городах России, участвует в фестивалях стран СНГ, таких, как Metal Heads Mission (2006, 2010), Metal Crowd и др., принимает участие в трех турах Metal Spirit Ressurection по территории России, деля площадку с Tiamat, Cannibal Corpse, Holy Moses, Thy Desiase, Flying, Datura, Incarnated, Fleshgore, Sinful, Hollenthon
В начале 2007 г. группа выпустила EP “Dance...In Darkness” и приняла участие в Metal Spirit Resurrection Tour Vol.4 по центральной полосе России. Осенью того же года в компании с Sinful, Apokefale и Act of God группа приняла участие в Metal Spirit Ukraina Tour,  который прошел по 11 городам Украины.

В апреле 2008 в рамках Metal Spirit Resurrection Tour vol. 6  в компании с Hate, Sinful и Tartharia группа дает 7 концертов в центральном регионе России. 

31 июля 2008 на лейбле MSR Prod. выходит ремастерированное издание альбома "Way Of Blind". В поддержку переиздания, группа отыгрывает 12 концертов по Украине  в рамках Way Of Blind tour. 
 В марте 2009 группа отметила свое 15-летие юбилейным концертом в родном Воронеже, который был заснят на видео и выпущен в формате DVD в конце 2009 г. 

В ноябре 2010 г. на лейбле MSR Prod. выходит пятый альбом «Angel & Pain», в поддержку которого группа отправляется в очередной тур по России в компании с Hate и Sinful. 

В мае 2011 проходит тур по Украине совместно с израильской группой The Fading.  

В 2013 группа вновь принимает участие в фестивале Metal Crowd вместе с Suidakra, Illdisposed, Sybreed, Gods Tower, участвует в Metal Spirit Resurrection Tour 10 и выпускает официальный видеоклип на песню "If You Try". 

В 2016 группа принимает участие в фестивале Metaldays  (Словения) совместно с Blind Guardian, Testament, Kreator, At the gates, Marduk, Exodus, Napalm Death, Dark Funeral, Аркона, Dragonforce, Dying Fetus, Septic Flesh и др.

## Дискография

### Little Dead Bertha
- 1996 — In Memorium Premortis (2007 Re-Released)
- 1999 — Two Sides (2004 Re-Released)
- 2003 — Light And Shadows
- 2005 — Way Of Blind
- 2007 — Dance... In Darkness (EP)
- 2009 — Dead Years Of…live (DVD)
- 2010 — Angel & Pain
- 2018 — Age Of Silence

## Видеоклипы
- 2013 —  «If You Try»
- 2015 —  «Forever Failure» (Paradise Lost cover)
- 2017 —  «Cry Of Mankind» (My Dying Bride cover)
- 2018 —  «Age of Silence»